# Llista de topònims de Vinebre
Llista de topònims (noms propis de lloc) del municipi de Vinebre, a la Ribera d'Ebre
Informació actualitzada per un bot. Els canvis manuals es perdran quan s'actualitzi!

## casa
| imatge | Nom                               | Ubicat a | instància de | Detalls                                                               | coordenades                                                                            | Protecció                                  | Commons (més fotos)       | Dades a WD                    |
| ------ | --------------------------------- | -------- | ------------ | --------------------------------------------------------------------- | -------------------------------------------------------------------------------------- | ------------------------------------------ | ------------------------- | ----------------------------- |
|        | Ca Don Jaume                      | Vinebre  | casa         | Estil: arquitectura popular                                           | 41° 11′ 02″ N, 0° 35′ 19″ E / 41.18391°N,0.58858°E                                     | bé integrant del patrimoni cultural català |                           | Modifica les dades a Wikidata |
|        | Ca Don Joan                       | Vinebre  | casa         | Estil: arquitectura del Renaixement arquitectura barroca 16th century | 41° 11′ 02″ N, 0° 35′ 19″ E / 41.18375°N,0.58857°E ca:Pl. de la Constitució, 2 37 msnm | bé cultural d'interès local                | Ca Don Joan (Vinebre)     | Modifica les dades a Wikidata |
|        | Casa a la travessa de la Torre, 2 | Vinebre  | casa         | Estil: arquitectura popular                                           | 41° 11′ 02″ N, 0° 35′ 22″ E / 41.183793°N,0.589498°E                                   | bé integrant del patrimoni cultural català |                           | Modifica les dades a Wikidata |
|        | Casa-museu d'Enric d'Ossó         | Vinebre  | casa         | Estil: arquitectura popular 19th century                              | 41° 11′ 03″ N, 0° 35′ 15″ E / 41.18418°N,0.58748°E ca:C. Major, 37 35 msnm             | bé cultural d'interès local                | Casa-museu d'Enric d'Ossó | Modifica les dades a Wikidata |

## cova
| imatge | Nom                     | Ubicat a | instància de | Detalls | coordenades                                                          | Protecció | Commons (més fotos) | Dades a WD                    |
| ------ | ----------------------- | -------- | ------------ | ------- | -------------------------------------------------------------------- | --------- | ------------------- | ----------------------------- |
|        | cova d'Antònio Carín    | Vinebre  | cova         |         | 41° 13′ 52″ N, 0° 36′ 53″ E / 41.2310179773674°N,0.614843103374159°E |           |                     | Modifica les dades a Wikidata |
|        | cova de Gallito         | Vinebre  | cova         |         | 41° 13′ 49″ N, 0° 36′ 54″ E / 41.2302389254909°N,0.615062323736443°E |           |                     | Modifica les dades a Wikidata |
|        | la Cova de Pep de l'Eli | Vinebre  | cova         |         | 41° 13′ 12″ N, 0° 37′ 10″ E / 41.2199425391436°N,0.619337321918972°E |           |                     | Modifica les dades a Wikidata |

## edifici
| imatge | Nom                        | Ubicat a | instància de | Detalls                                                                                          | coordenades                                                                 | Protecció                                  | Commons (més fotos)                  | Dades a WD                    |
| ------ | -------------------------- | -------- | ------------ | ------------------------------------------------------------------------------------------------ | --------------------------------------------------------------------------- | ------------------------------------------ | ------------------------------------ | ----------------------------- |
|        | Col·legi de les Teresianes | Vinebre  | edifici      | Arquitecte: Bernardí Martorell i Puig Estil: arquitectura modernista arquitectura eclèctica 1904 | 41° 11′ 04″ N, 0° 35′ 16″ E / 41.18436°N,0.58765°E ca:Av. d'Enric d'Ossó, 5 | bé cultural d'interès local                | Col·legi de les Teresianes (Vinebre) | Modifica les dades a Wikidata |
|        | Senyal de riuada           | Vinebre  | edifici      | Estil: arquitectura popular                                                                      | 41° 11′ 02″ N, 0° 35′ 21″ E / 41.18397°N,0.58905°E                          | bé integrant del patrimoni cultural català |                                      | Modifica les dades a Wikidata |

## escut d'armes
| imatge | Nom                     | Ubicat a | instància de                        | Detalls                     | coordenades                                                                                | Protecció                                            | Commons (més fotos)               | Dades a WD                    |
| ------ | ----------------------- | -------- | ----------------------------------- | --------------------------- | ------------------------------------------------------------------------------------------ | ---------------------------------------------------- | --------------------------------- | ----------------------------- |
|        | escut de Ca Don Joan    | Vinebre  | escut d'armes element arquitectònic | Estil: arquitectura barroca | 41° 11′ 02″ N, 0° 35′ 19″ E / 41.183864°N,0.588736°E ca:Plaça de la Constitució 37 msnm    | bé d'interès cultural bé cultural d'interès nacional | Escut de Ca Don Joan (Vinebre)    | Modifica les dades a Wikidata |
|        | escut de Ca Martí       | Vinebre  | escut d'armes element arquitectònic | Estil: arquitectura popular | 41° 11′ 03″ N, 0° 35′ 16″ E / 41.184064°N,0.587769°E ca:Carrer del Forn, 30 36 msnm        | bé d'interès cultural bé cultural d'interès nacional | Escut de Ca Martí (Vinebre)       | Modifica les dades a Wikidata |
|        | escut dels Ossó Donzell | Vinebre  | escut d'armes element arquitectònic | Estil: arquitectura popular | 41° 11′ 02″ N, 0° 35′ 19″ E / 41.183928°N,0.588712°E ca:Plaça de la Constitució, 3 37 msnm | bé d'interès cultural bé cultural d'interès nacional | Escut dels Ossó Donzell (Vinebre) | Modifica les dades a Wikidata |

## església
| imatge | Nom                            | Ubicat a | instància de    | Detalls                                  | coordenades                                                               | Protecció                   | Commons (més fotos)           | Dades a WD                    |
| ------ | ------------------------------ | -------- | --------------- | ---------------------------------------- | ------------------------------------------------------------------------- | --------------------------- | ----------------------------- | ----------------------------- |
|        | Ermita de Sant Miquel          | Vinebre  | església ermita | Estil: arquitectura popular              | 41° 10′ 33″ N, 0° 36′ 31″ E / 41.17579°N,0.60849°E                        | bé cultural d'interès local |                               | Modifica les dades a Wikidata |
|        | església de Sant Joan Baptista | Vinebre  | església        | Estil: arquitectura barroca 17th century | 41° 11′ 00″ N, 0° 35′ 19″ E / 41.18339°N,0.58861°E ca:Pl. del Rei 34 msnm | bé cultural d'interès local | Sant Joan Baptista de Vinebre | Modifica les dades a Wikidata |

## masia
| imatge | Nom                       | Ubicat a | instància de | Detalls | coordenades                                                          | Protecció | Commons (més fotos) | Dades a WD                    |
| ------ | ------------------------- | -------- | ------------ | ------- | -------------------------------------------------------------------- | --------- | ------------------- | ----------------------------- |
|        | Mas d'Argilaga            | Vinebre  | masia        |         | 41° 14′ 00″ N, 0° 36′ 42″ E / 41.2332744658743°N,0.6115992760541°E   |           |                     | Modifica les dades a Wikidata |
|        | Mas d'Indalècio           | Vinebre  | masia        |         | 41° 13′ 41″ N, 0° 36′ 57″ E / 41.2281764602866°N,0.615936641207695°E |           |                     | Modifica les dades a Wikidata |
|        | Mas d'Ossó                | Vinebre  | masia        |         | 41° 13′ 23″ N, 0° 36′ 14″ E / 41.2229536953547°N,0.603851189160948°E |           |                     | Modifica les dades a Wikidata |
|        | Mas de Benjamí            | Vinebre  | masia        |         | 41° 12′ 47″ N, 0° 35′ 52″ E / 41.213127608932°N,0.59771774612983°E   |           |                     | Modifica les dades a Wikidata |
|        | Mas de Gonzalo            | Vinebre  | masia        |         | 41° 13′ 39″ N, 0° 37′ 19″ E / 41.2275647307971°N,0.622067111595747°E |           |                     | Modifica les dades a Wikidata |
|        | Mas de Joan Sant          | Vinebre  | masia        |         | 41° 13′ 40″ N, 0° 36′ 17″ E / 41.2278637703479°N,0.604781343182315°E |           |                     | Modifica les dades a Wikidata |
|        | Mas de Mistiri            | Vinebre  | masia        |         | 41° 10′ 48″ N, 0° 35′ 19″ E / 41.180023644046°N,0.588596222844605°E  |           |                     | Modifica les dades a Wikidata |
|        | Mas de Modesta            | Vinebre  | masia        |         | 41° 11′ 41″ N, 0° 35′ 32″ E / 41.1947153806074°N,0.592111040198024°E |           |                     | Modifica les dades a Wikidata |
|        | Mas de Perrilla           | Vinebre  | masia        |         | 41° 14′ 32″ N, 0° 40′ 03″ E / 41.242319999438°N,0.667497425789365°E  |           |                     | Modifica les dades a Wikidata |
|        | Mas de Serra              | Vinebre  | masia        |         | 41° 13′ 13″ N, 0° 38′ 00″ E / 41.2202858909977°N,0.633365101328046°E |           |                     | Modifica les dades a Wikidata |
|        | Mas de Xitxurrín          | Vinebre  | masia        |         | 41° 13′ 56″ N, 0° 39′ 28″ E / 41.2321317922839°N,0.657670688702781°E |           |                     | Modifica les dades a Wikidata |
|        | Mas de l'Albertet         | Vinebre  | masia        |         | 41° 14′ 04″ N, 0° 37′ 21″ E / 41.2344740822079°N,0.622556344265958°E |           |                     | Modifica les dades a Wikidata |
|        | Mas de l'Animer           | Vinebre  | masia        |         | 41° 13′ 36″ N, 0° 37′ 25″ E / 41.2265624663216°N,0.623690130167351°E |           |                     | Modifica les dades a Wikidata |
|        | Mas de l'Eli              | Vinebre  | masia        |         | 41° 11′ 05″ N, 0° 36′ 16″ E / 41.1848207168212°N,0.604384171976936°E |           |                     | Modifica les dades a Wikidata |
|        | Mas de l'Escolano         | Vinebre  | masia        |         | 41° 14′ 34″ N, 0° 40′ 49″ E / 41.2426771410114°N,0.680264926712082°E |           |                     | Modifica les dades a Wikidata |
|        | Mas de la Muga de Miranda | Vinebre  | masia        |         | 41° 14′ 26″ N, 0° 36′ 58″ E / 41.240420876506°N,0.616135829695886°E  |           |                     | Modifica les dades a Wikidata |
|        | Mas del Bonico            | Vinebre  | masia        |         | 41° 13′ 03″ N, 0° 38′ 00″ E / 41.217455907811°N,0.633276316386519°E  |           |                     | Modifica les dades a Wikidata |
|        | Mas del Comandant         | Vinebre  | masia        |         | 41° 10′ 43″ N, 0° 35′ 29″ E / 41.1785805029386°N,0.591510274086556°E |           |                     | Modifica les dades a Wikidata |
|        | Mas del Covera            | Vinebre  | masia        |         | 41° 14′ 15″ N, 0° 40′ 07″ E / 41.2375482241348°N,0.668478544747061°E |           |                     | Modifica les dades a Wikidata |
|        | Mas del Negret            | Vinebre  | masia        |         | 41° 14′ 23″ N, 0° 36′ 57″ E / 41.239624017969°N,0.61583874732788°E   |           |                     | Modifica les dades a Wikidata |
|        | Mas del Pepo              | Vinebre  | masia        |         | 41° 14′ 06″ N, 0° 37′ 00″ E / 41.2349582264189°N,0.616787810475588°E |           |                     | Modifica les dades a Wikidata |
|        | Mas del Senyor Domingo    | Vinebre  | masia        |         | 41° 10′ 49″ N, 0° 35′ 31″ E / 41.1802262260871°N,0.591819516093884°E |           |                     | Modifica les dades a Wikidata |
|        | Maset de Ricardo          | Vinebre  | masia        |         | 41° 10′ 47″ N, 0° 35′ 38″ E / 41.1796848200828°N,0.59392560594282°E  |           |                     | Modifica les dades a Wikidata |
|        | la Carrasca               | Vinebre  | masia        |         | 41° 13′ 39″ N, 0° 36′ 16″ E / 41.2274713119518°N,0.604533211177041°E |           |                     | Modifica les dades a Wikidata |

## muntanya
| imatge | Nom                 | Ubicat a                       | instància de | Detalls | coordenades                                                         | Protecció | Commons (més fotos) | Dades a WD                    |
| ------ | ------------------- | ------------------------------ | ------------ | ------- | ------------------------------------------------------------------- | --------- | ------------------- | ----------------------------- |
|        | Punta de la Roqueta | la Torre de l'Espanyol Vinebre | muntanya     |         | 41° 13′ 28″ N, 0° 38′ 58″ E / 41.22453333°N,0.64943056°E 341.9 msnm |           |                     | Modifica les dades a Wikidata |
|        | Punta del Flare     | la Torre de l'Espanyol Vinebre | muntanya     |         | 41° 12′ 21″ N, 0° 37′ 03″ E / 41.20585556°N,0.617465°E 231.6 msnm   |           |                     | Modifica les dades a Wikidata |
|        | Tossal Gros         | Vinebre la Palma d'Ebre        | muntanya     |         | 41° 14′ 41″ N, 0° 39′ 48″ E / 41.2446°N,0.663464°E 395.8 msnm       |           |                     | Modifica les dades a Wikidata |
|        | la Bruixeta         | la Torre de l'Espanyol Vinebre | muntanya     |         | 41° 11′ 51″ N, 0° 36′ 15″ E / 41.19738889°N,0.60410278°E 191.7 msnm |           |                     | Modifica les dades a Wikidata |
|        | les Canta-ranes     | la Torre de l'Espanyol Vinebre | muntanya     |         | 41° 12′ 04″ N, 0° 36′ 51″ E / 41.20117611°N,0.61404167°E 236.2 msnm |           |                     | Modifica les dades a Wikidata |

## serra
| imatge | Nom                  | Ubicat a                              | instància de | Detalls | coordenades                                                        | Protecció | Commons (més fotos) | Dades a WD                    |
| ------ | -------------------- | ------------------------------------- | ------------ | ------- | ------------------------------------------------------------------ | --------- | ------------------- | ----------------------------- |
|        | Serra del Rovelló    | Vinebre                               | serra        |         | 41° 13′ 25″ N, 0° 38′ 42″ E / 41.223725°N,0.644875°E 341.9 msnm    |           |                     | Modifica les dades a Wikidata |
|        | lo Tormo             | Garcia la Torre de l'Espanyol Vinebre | serra        |         | 41° 11′ 05″ N, 0° 39′ 24″ E / 41.184722222222°N,0.65666666666667°E |           |                     | Modifica les dades a Wikidata |
|        | serra de les Planes  | Ascó Flix Vinebre                     | serra        |         | 41° 12′ 50″ N, 0° 34′ 49″ E / 41.214°N,0.580361°E 151.1 msnm       |           |                     | Modifica les dades a Wikidata |
|        | serra dels Aubellons | la Torre de l'Espanyol Vinebre        | serra        |         | 41° 13′ 45″ N, 0° 40′ 24″ E / 41.2293°N,0.673361°E 427.2 msnm      |           |                     | Modifica les dades a Wikidata |
|        | serra dels Gorraptes | Cabassers la Palma d'Ebre Vinebre     | serra        |         | 41° 14′ 40″ N, 0° 40′ 12″ E / 41.24432222°N,0.67002222°E           |           |                     | Modifica les dades a Wikidata |

## Misc
| imatge | Nom                          | Ubicat a                                    | instància de                                   | Detalls                                                  | coordenades                                                                                         | Protecció                                            | Commons (més fotos)        | Dades a WD                    |
| ------ | ---------------------------- | ------------------------------------------- | ---------------------------------------------- | -------------------------------------------------------- | --------------------------------------------------------------------------------------------------- | ---------------------------------------------------- | -------------------------- | ----------------------------- |
|        | Ajuntament Nou               | Vinebre                                     | casa consistorial                              | Estil: arquitectura popular 18th century                 | 41° 11′ 03″ N, 0° 35′ 26″ E / 41.184303°N,0.590657°E ca:Travessa de la Torre, 2 44 msnm             | bé integrant del patrimoni cultural català           | Ajuntament Nou de Vinebre  | Modifica les dades a Wikidata |
|        | Ajuntament de Vinebre        | Vinebre                                     | antic ajuntament                               | 20th century                                             | 41° 11′ 03″ N, 0° 35′ 23″ E / 41.18425°N,0.58976°E ca:Pl. Matadero, 6 39 msnm                       | bé integrant del patrimoni cultural català           | Ajuntament de Vinebre      | Modifica les dades a Wikidata |
|        | Castell de Vinebre           | Vinebre                                     | castell                                        |                                                          | ca:A la part alta de la població                                                                    | bé d'interès cultural bé cultural d'interès nacional |                            | Modifica les dades a Wikidata |
|        | Ebre                         | Cantàbria País Basc Navarra Aragó Catalunya | riu                                            | Desemboca: mar Mediterrània Llarg: 910km Conca: 86800km² | 43° 02′ 15″ N, 4° 22′ 12″ O / 43.0375°N,4.37°O 40° 43′ 43″ N, 0° 52′ 09″ E / 40.728527°N,0.869293°E |                                                      | Ebro River                 | Modifica les dades a Wikidata |
|        | L'Assut                      | Vinebre                                     | séquia                                         |                                                          | 41° 10′ 53″ N, 0° 36′ 44″ E / 41.181389°N,0.612222°E                                                |                                                      |                            | Modifica les dades a Wikidata |
|        | Lo Perxe de la Portella      | Vinebre                                     | passatge                                       | Estil: arquitectura popular 13rd century                 | 41° 11′ 00″ N, 0° 35′ 18″ E / 41.18341°N,0.58836°E ca:Pl. del Rei, 4 34 msnm                        | bé integrant del patrimoni cultural català           | Lo Perxe de la Portella    | Modifica les dades a Wikidata |
|        | Monument d'Enric d'Ossó      | Vinebre                                     | monument                                       | Estil: arquitectura popular 20th century                 | 41° 11′ 00″ N, 0° 35′ 18″ E / 41.18328°N,0.58843°E ca:Pl. del Rei 34 msnm                           | bé integrant del patrimoni cultural català           | Monument d'Enric d'Ossó    | Modifica les dades a Wikidata |
|        | Poblat ibèric de Sant Miquel | Vinebre                                     | poblat ibèric jaciment                         |                                                          | 41° 10′ 30″ N, 0° 36′ 20″ E / 41.174935758197°N,0.605471699239135°E                                 | bé integrant del patrimoni cultural català           |                            | Modifica les dades a Wikidata |
|        | Vinebre                      | Vinebre                                     | entitat singular de població capital municipal | 426 hab                                                  | 41° 11′ 05″ N, 0° 35′ 22″ E / 41.18464°N,0.58945°E 40 msnm                                          |                                                      |                            | Modifica les dades a Wikidata |
|        | cementiri de Vinebre         | Vinebre                                     | cementiri                                      |                                                          | 41° 11′ 19″ N, 0° 35′ 19″ E / 41.1887413413806°N,0.588550441257119°E                                |                                                      |                            | Modifica les dades a Wikidata |
|        | centre històric de Vinebre   | Vinebre                                     | centre històric                                | Estil: arquitectura popular 13rd century                 | 41° 11′ 00″ N, 0° 35′ 21″ E / 41.18342°N,0.58928°E 35 msnm                                          | bé cultural d'interès local                          | Centre històric de Vinebre | Modifica les dades a Wikidata |
|        | font dels Gorraptes          | Vinebre                                     | font                                           |                                                          | 41° 12′ 52″ N, 0° 36′ 31″ E / 41.2144441303728°N,0.608706389818446°E                                |                                                      |                            | Modifica les dades a Wikidata |